# Rikidōzan

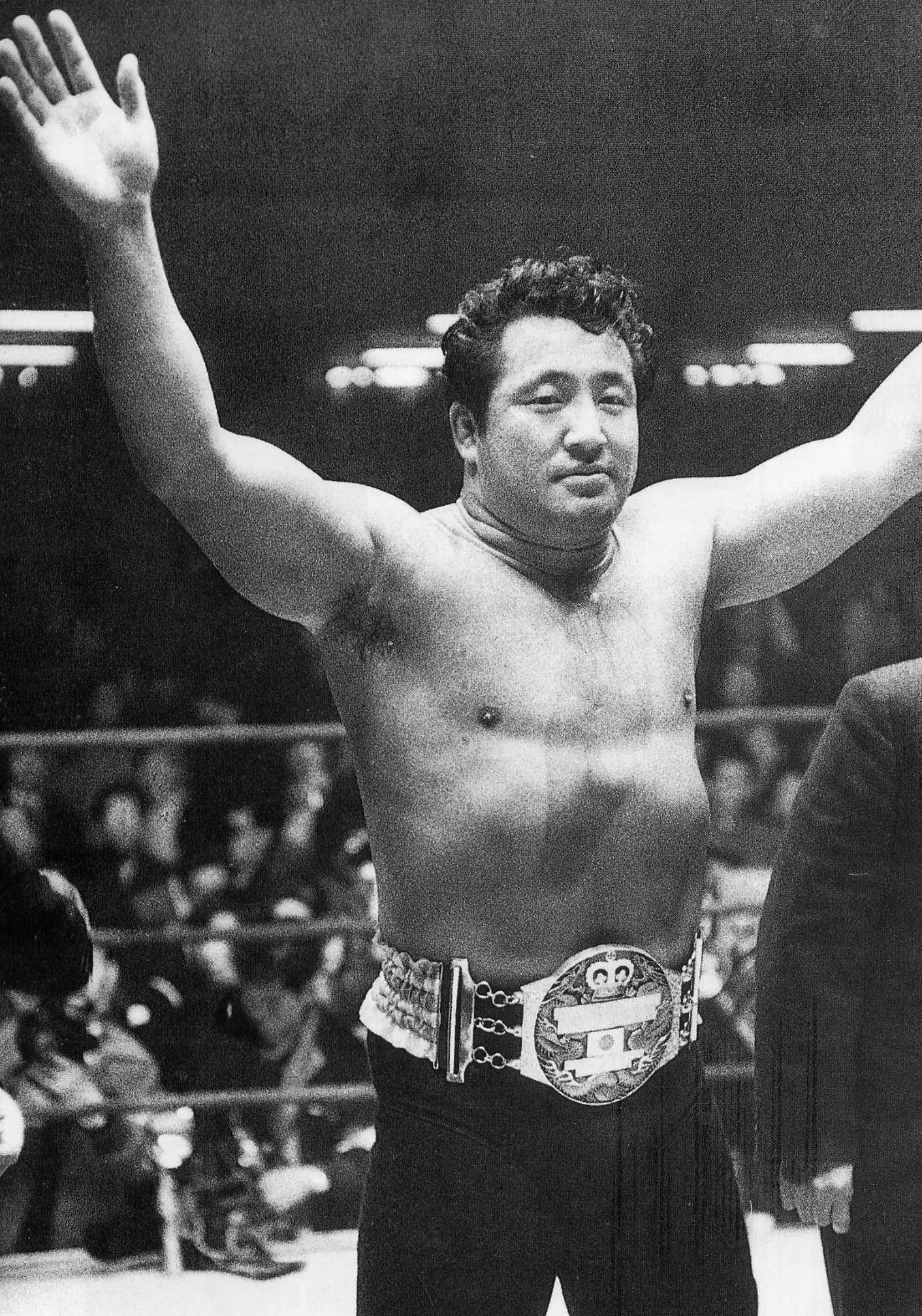
Rikidozan após uma vitória

Momota Mitsuhiro (百田 光浩), mais conhecido pelo seu ring name Rikidōzan (14 de novembro de 1924 - 15 de dezembro de 1963), foi um lutador de wrestling profissional japonês, conhecido como o "Pai do Puroresu" e um dos homens mais influentes na história do wrestling. Foi ele que desenvolveu o wrestling no Japão e na Coréia, lugar de nascimento. Rikidōzan é comparado a El Santo (México) e Hulk Hogan (Estados Unidos).